# Het gezin
Het gezin is een kunstwerk in Amsterdam Nieuw-West.
De maker van het reliëf Nico Onkenhout gaf zijn visie op de gezinnen die zich rond 1955 in de nieuwbouwwoningen van architect Commer de Geus aan de De Perronstraat vestigden. Er kwamen daar portiekwoningen, geschikt voor nieuwe kleine of beginnende gezinnen. Er werden zes blokjes neergezet. Op het blok 38 t/m 43 werd op de blinde zijgevel aan de Burgemeester Van Leeuwenlaan hoog boven het maaiveldniveau, het beeld van Onkenhout verankerd. Onkenhout beeldde twee op een bank zittende ouders af met daartussen een kind; de blikken van de ouders zijn enigszins op het kind gericht. Het is een vastlegging van het begrip het gezin als "hoeksteen van de samenleving".

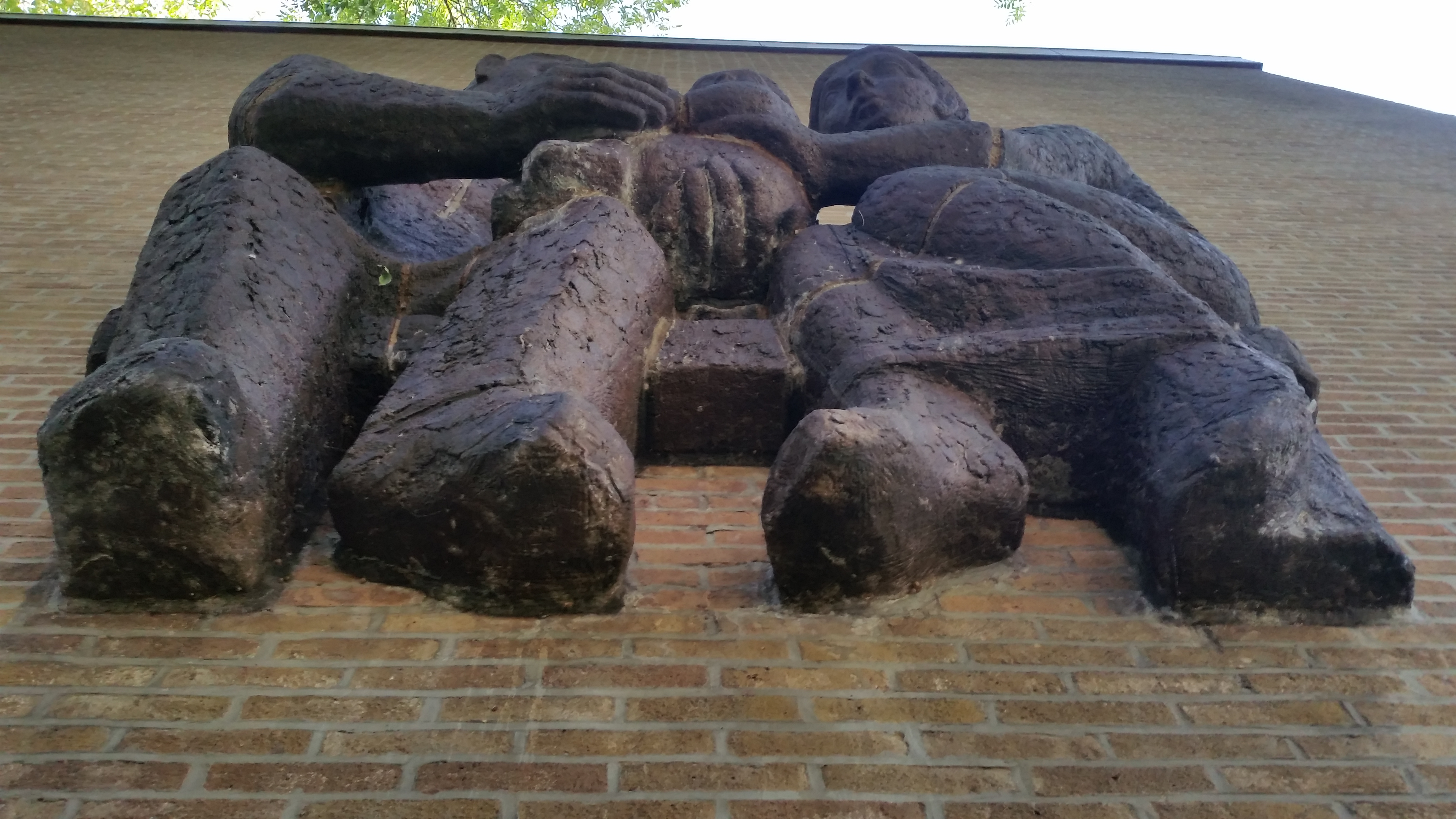
Het gezin van onderaf gezien (oktober 2018)